# Ambrózy család
A sédeni nemes, báró és gróf Ambrózy család egy XVII. századi eredetű magyar nemesi és főnemesi család.

## Története
Az Ambrózyak Vas vármegye területéről származnak. Nemesi címerlevelet II. Mátyástól kaptak 1610-ben. 1838. április 27-én már a bárók közé került Lajos és gyermekei: Lajos, Gyula, Ludovika és Erzsébet, majd 1845-ben ezt a címet Lajos testvéreire, Istvánra és Györgyre is kiterjesztették. 1913-ban Ambrózy Lajos, István és Gyula grófi címet kaptak. A grófi címben részesült István 1918-ban felvette az Ambrózy-Migazzi nevet, mert apósával, Migazzi Vilmossal kihalt a Migazzi család.

## Jelentősebb családtagok

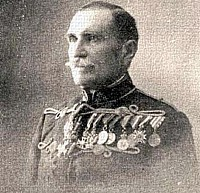
Ambrózy Béla

- Ambrózy Ágoston (1879–1968) jogász
- Ambrózy Ágoston (1914–1998) író, költő, műfordító
- Ambrózy Béla (1839–1911) kapitány, nagybirtokos, politikus, a magyar méhészet egyik megalapítója
- Ambrózy Gyula (1884–1954) nemzetközi jogi író, államtitkár, a kormányzati kabinetiroda vezetője, a Kiugrási Iroda tagja.
- Ambrózy-Migazzi István (1869–1933) főrendiházi politikus, nagybirtokos
- Ambrózy Lajos (1868–1945) követségi tanácsos, diplomata
- Ambrózy Sándor (1903–1992) szobrászművész, restaurátor